# Thelotrema leucocarpum
Thelotrema leucocarpum är en lavart som beskrevs av Nyl. 1863. Thelotrema leucocarpum ingår i släktet Thelotrema och familjen Thelotremataceae.   Inga underarter finns listade i Catalogue of Life.